# 1570 en santé et médecine
| Années de la santé et de la médecine : 1567 - 1568 - 1569 - 1570 - 1571 - 1572 - 1573    |
| Décennies de la santé et de la médecine : 1540 - 1550 - 1560 - 1570 - 1580 - 1590 - 1600 |

Cet article présente les faits marquants de l'année 1570 en santé et médecine.

## Événements
- 11 janvier : Francisco Hernández (1515-1578) est chargé par Philippe II, roi d'Espagne, de rédiger une description de toutes les plantes médicinales endémiques des colonies américaines[1],[2].
- 23 juillet : une balle d'arquebuse emporte le nez et les joues de Blaise de Monluc alors qu'il monte à l'assaut de Rabastens et cette blessure, qui met un terme à ses exploits militaires, ne guérira jamais complètement et l'obligera à porter un masque de cuir jusqu'à sa mort[3].
- 17--30 novembre : secousses sismiques quotidiennes à Venise, et surtout à Ferrare où le tiers de la ville est détruit, et qui sont ressenties « à Florence, à Modène, et Reggio, et dans tout le pays voisin[4] ».
- Vers 1570 : au village de la Madeleine, près Combourg, en Bretagne, la chapelle d'une léproserie fondée vers 1146 existe encore[5].

## Naissance
- Entre 1570 et 1575 : Pietro Castelli (mort en 1661), médecin et naturaliste italien[6].

## Décès
- 5 novembre : Jacques Grévin (né en 1538), médecin, dramaturge et poète français[7].
- Jean Planeri (né vers 1480), philosophe et médecin lombard, au service des empereurs d'Allemagne Ferdinand Ier et Maximilien II[8].
- Dans les années 1570 : Sébastien Colin (né vers 1519), médecin, auteur d'une Déclaration des abus et tromperies que font les apothicaires[9].